# Haplocladium stratosum
Haplocladium stratosum là một loài Rêu trong họ Thuidiaceae. Loài này được (Mitt.) Dixon mô tả khoa học đầu tiên năm 1938.